# 크리스티안 킬링
크리스티안 킬링(독일어: Kristian Kiehling, 1976년 9월 17일~)은 독일의 배우이다.

## 출연 작품

### 영화
- 원 브레스 (2020년) - 루퍼트 역
- 윌 (2011년)
- 내 어머니의 눈물 (2008년)
- 아이 원트 캔디 (2007년)
- 쓰나미 (2005년)
- 웨이킹 더 데드 (2000년)